# Gare de Chartrettes
La gare de Chartrettes est une halte ferroviaire française de la ligne de Corbeil-Essonnes à Montereau, située sur le territoire de la commune de Chartrettes, dans le département de Seine-et-Marne, en région Île-de-France.
C'est une halte de la Société nationale des chemins de fer français (SNCF), desservie par les trains de la ligne R du Transilien.

## Situation ferroviaire
La gare de Chartrettes est située au point kilométrique 62,735 de la ligne de Corbeil-Essonnes à Montereau. Son altitude est de 58 m.

## Histoire

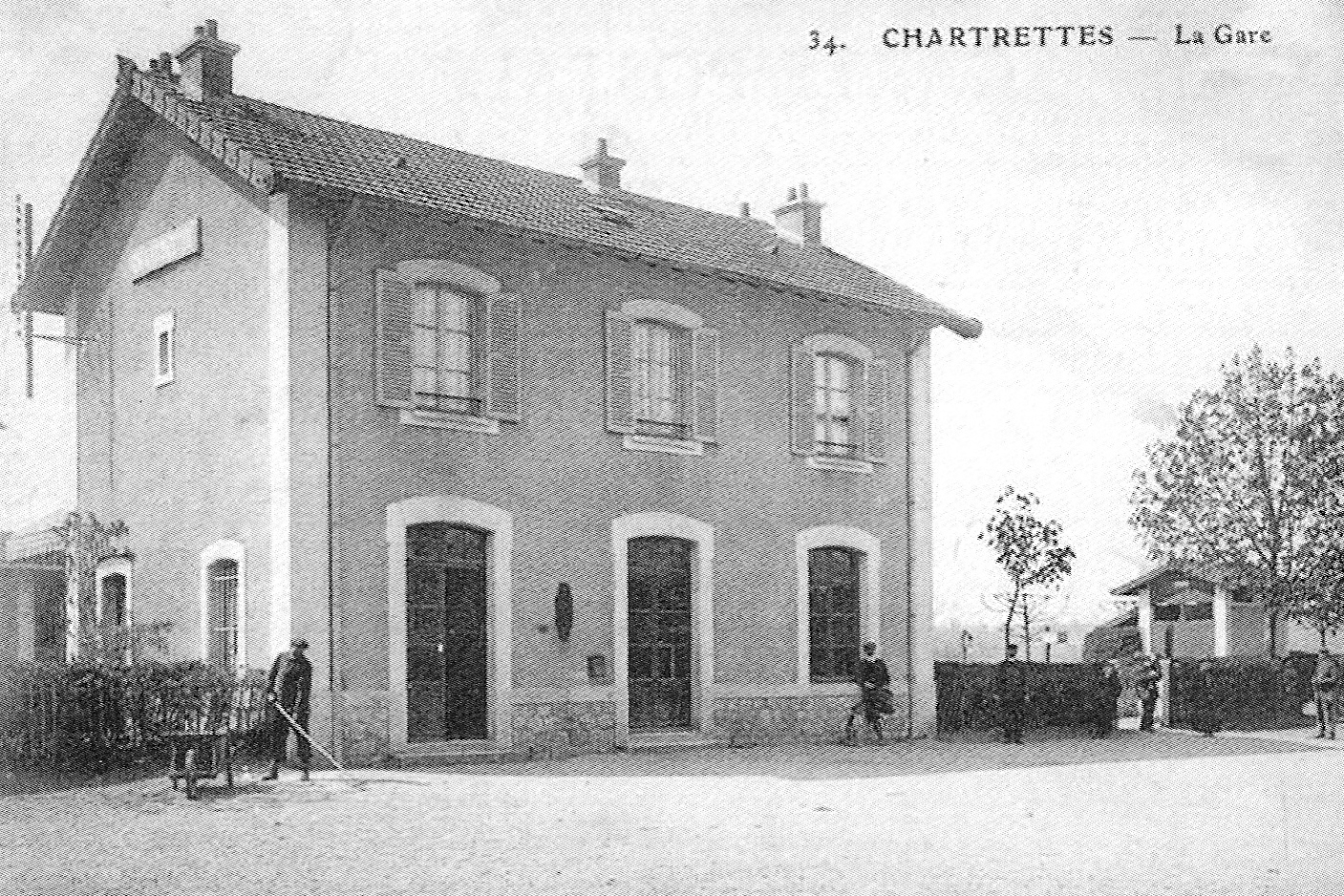
Le bâtiment voyageurs au début du XXe siècle.

Le nombre de voyageurs quotidiens s'élevait à 41 en 2009 et à 40 en 2011.
En 2024, 64 007 voyageurs furent comptabilisés en gare, soit une moyenne de 174 usagers par jour. De ce fait, il s'agit de la gare la moins fréquentée de la liaison Montereau – Héricy – Melun, juste derrière celle de Vernou-sur-Seine.

## Service des voyageurs

### Accueil

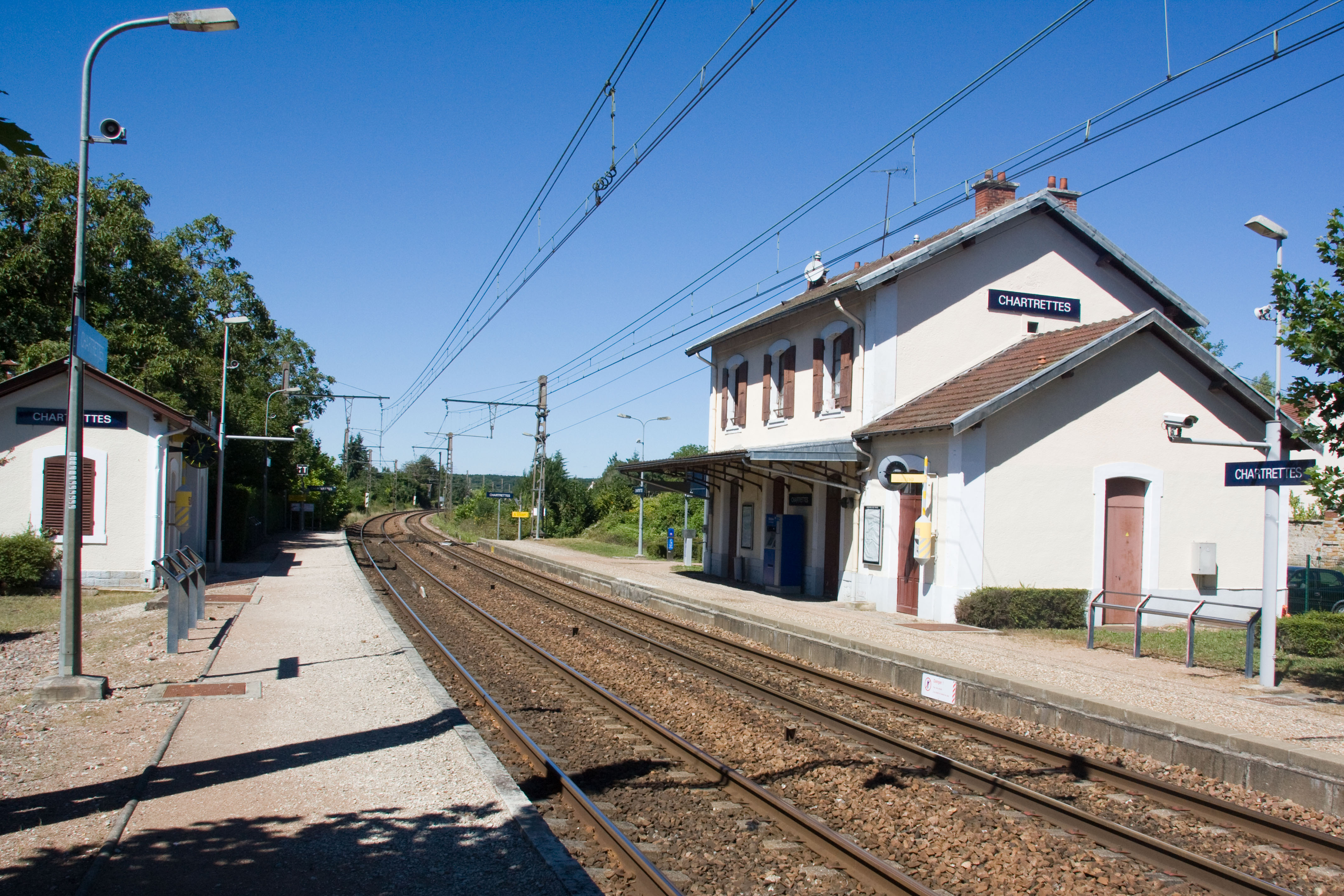
À gauche : la voie 2 en direction de Melun, à droite : la voie 1 en direction de Montereau.

La gare possède un bâtiment voyageurs qui est actuellement fermé. Aucun service commercial n'y est assuré.
Le passage d'un quai à l'autre s'effectue par la traversée directe des voies au moyen d'un passage piéton planchéié prévu à cet effet. Lorsqu'un train approche, des signaux rouges clignotants interdisent la traversée.

### Desserte
La halte est desservie par les trains omnibus de la ligne R du Transilien circulant entre Melun et Montereau.

### Fréquentation
De 2015 à 2023, selon les estimations de la SNCF, la fréquentation annuelle de la gare s'élève aux nombres indiqués dans le tableau ci-dessous.
| Année     | 2015   | 2016   | 2017   | 2018   | 2019   | 2020   | 2021   | 2022   | 2023   | 2024   |
| --------- | ------ | ------ | ------ | ------ | ------ | ------ | ------ | ------ | ------ | ------ |
| Voyageurs | 46 822 | 48 843 | 50 979 | 51 957 | 53 428 | 24 561 | 58 961 | 44 116 | 58 036 | 64 007 |

### Intermodalité
La gare est desservie par les lignes 3444 et 3445 du réseau de bus Fontainebleau - Moret.